# Duguetia bahiensis
Duguetia bahiensis Maas – gatunek rośliny z rodziny flaszowcowatych (Annonaceae Juss.). Występuje endemicznie w Brazylii – w stanach Bahia oraz Espírito Santo. 

## Morfologia
PokrójZimozielone drzewo dorastające do 4–10 m wysokości.
LiścieMają eliptyczny kształt. Mierzą 15–35 cm długości oraz 5–11 cm szerokości. Liść jest całobrzegi o tępym wierzchołku.
KwiatySą pojedyncze, rozwijają się w kątach pędów. Mają 6 płatków o barwie od białej do żółtawej. Kwiaty mają 25–45 słupków.
OwoceMają kulisty kształt. Osiągają 25–35 mm długości.

## Biologia i ekologia
Rośnie na wybrzeżu, na terenach nizinnych.